# Confine tra Cina e Nepal
Il confine tra la Cina e il Nepal ha una lunghezza di 1414 km e si dirama lungo la catena montuosa dell'Himalaya in direzione nord-ovest-sud-est, separando a sud la regione autonoma del Tibet della Cina dal territorio del Nepal. Questo confine passa attraverso la vetta più alta del mondo, l'Everest.
Questo particolare confine è cambiato drasticamente nel tempo, soprattutto se si considerano eventi relativamente recenti come l'annessione cinese del Tibet nel 1949. Tuttavia, alcuni degli sviluppi più significativi sarebbero la firma dell'Accordo sul mantenimento delle relazioni amichevoli tra la Repubblica Popolare Cinese e il Regno del Nepal nel 1956 e il "Trattato di pace e di amicizia sino-nepalese" nel 1960, entrambi i quali riconobbero formalmente il Tibet come parte della Cina e confermarono i limiti dei paesi di "Cina" e "Nepal" così come sono conosciuti oggi.
La linea di frontiera si estende tra i due triplici confini Nepal - Cina - India. Il primo, a ovest, è vicino al passo Tinkar nel Sudurpashchim Pradesh mentre il secondo a est è nella regione di Mechi, Provincia no. 1, Nepal.

## Storia
Nel corso della storia i nepalesi hanno commerciato con i tibetani attraverso numerosi valichi di frontiera. Uno dei beni scambiati più importanti era il sale dalle aree tibetane.
Il confine tra Nepal e Cina rappresenta uno dei confini più naturali della terra, a causa della catena dell'Himalaya.
La Repubblica Popolare Cinese e il Regno del Nepal hanno avuto una breve disputa sul confine poco prima del 1960 che è stata ufficialmente risolta tramite un accordo di confine nel 1961.
La triplice frontiera occidentale sebbene non sia oggetto di disputa tra Nepal e Cina, lo è tra il Nepal e l'India. Nel 2015, il parlamento nepalese si è opposto all'accordo tra India e Cina di commerciare attraverso Lipulekh affermando che "viola i diritti sovrani del Nepal sul territorio conteso". Dopo la visita del primo ministro indiano in Cina nel 2015, India e Cina hanno deciso di aprire una stazione commerciale a Lipulekh, sollevando obiezioni dal Nepal. Il Nepal ha inteso di risolvere la questione con l'India per via diplomatica.

## Valichi di frontiera
Nel 2012 Nepal e Cina hanno deciso di aprire nuovi valichi, per un totale di sei ingressi ufficiali, tre dei quali sono designati come accessi internazionali, e gli altri tre per il solo commercio bilaterale.
Il valico di frontiera tra Zhangmu e Kodari sull'Autostrada dell'Amicizia è operativo dal 1968. Nel 2014 è stato aperto al commercio il valico di frontiera di Rasuwagadhi. Tuttavia, questo valico non è stato aperto agli stranieri fino al 2017. Inoltre questo passaggio di confine è allo studio per un futuro attraversamento ferroviario tra i due paesi.
Altri incroci come quello di Burang - Hilsa, sebbene non ampiamente accessibile, sono stati utilizzati per molti anni per il commercio locale tra Cina e Nepal. Alcuni di questi valichi sono diventati così importanti per il commercio locale che nel 2008, quando i cinesi hanno rafforzato il controllo delle frontiere durante le Olimpiadi, villaggi come Kimathanka hanno dovuto affrontare carenze alimentari a causa dell'interruzione del commercio locale. Storicamente, esistono altri valichi di frontiera. La traversata a Kora La nell'Alto Mustang e Tibet, ad esempio, era un'importante rotta commerciale del sale. Tuttavia, questo valico è stato chiuso negli anni '60 a causa della guerriglia tibetana.

## Galleria d'immagini

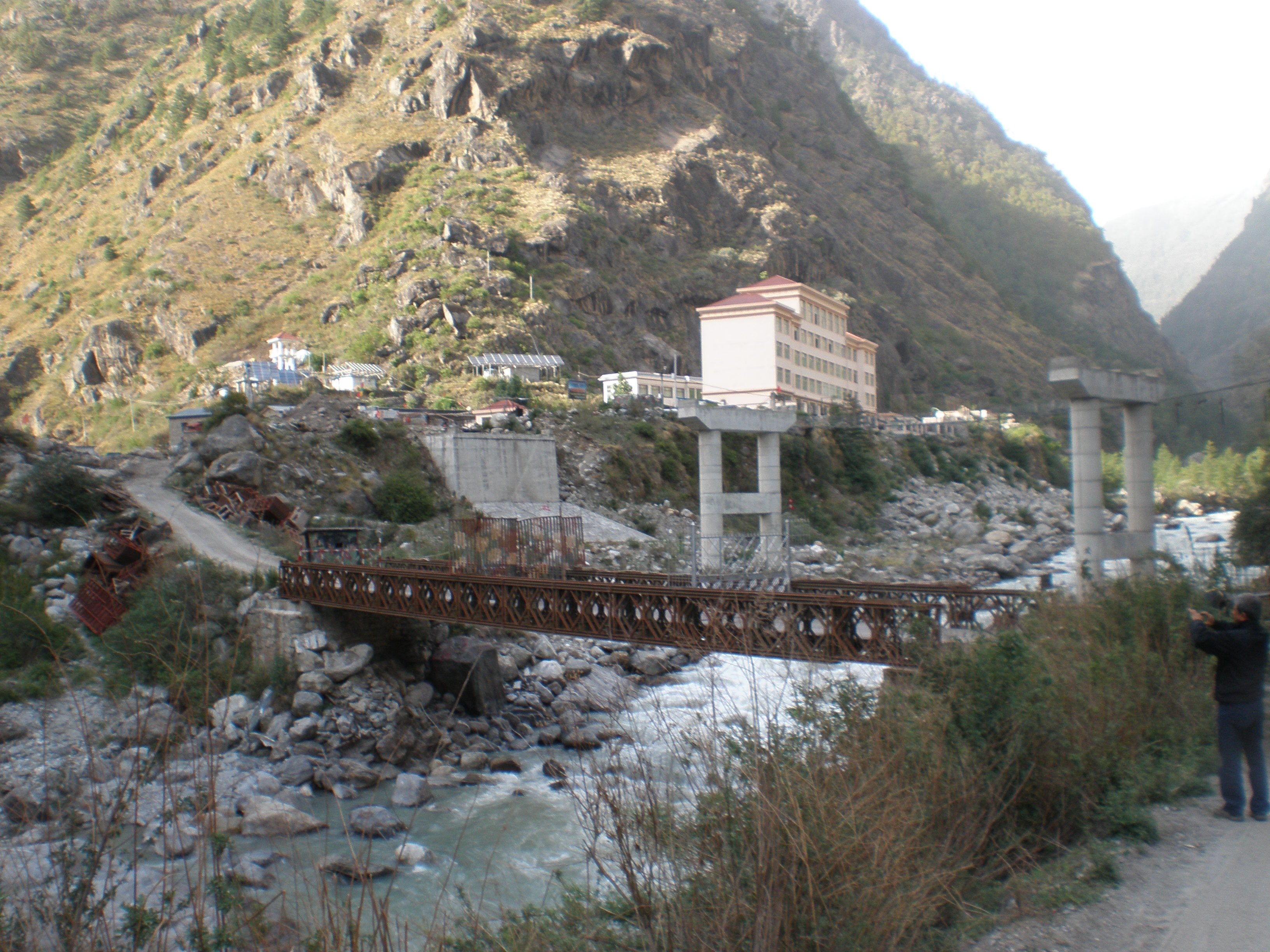
Ponte frontaliero vicino Rasuwa Gadhi
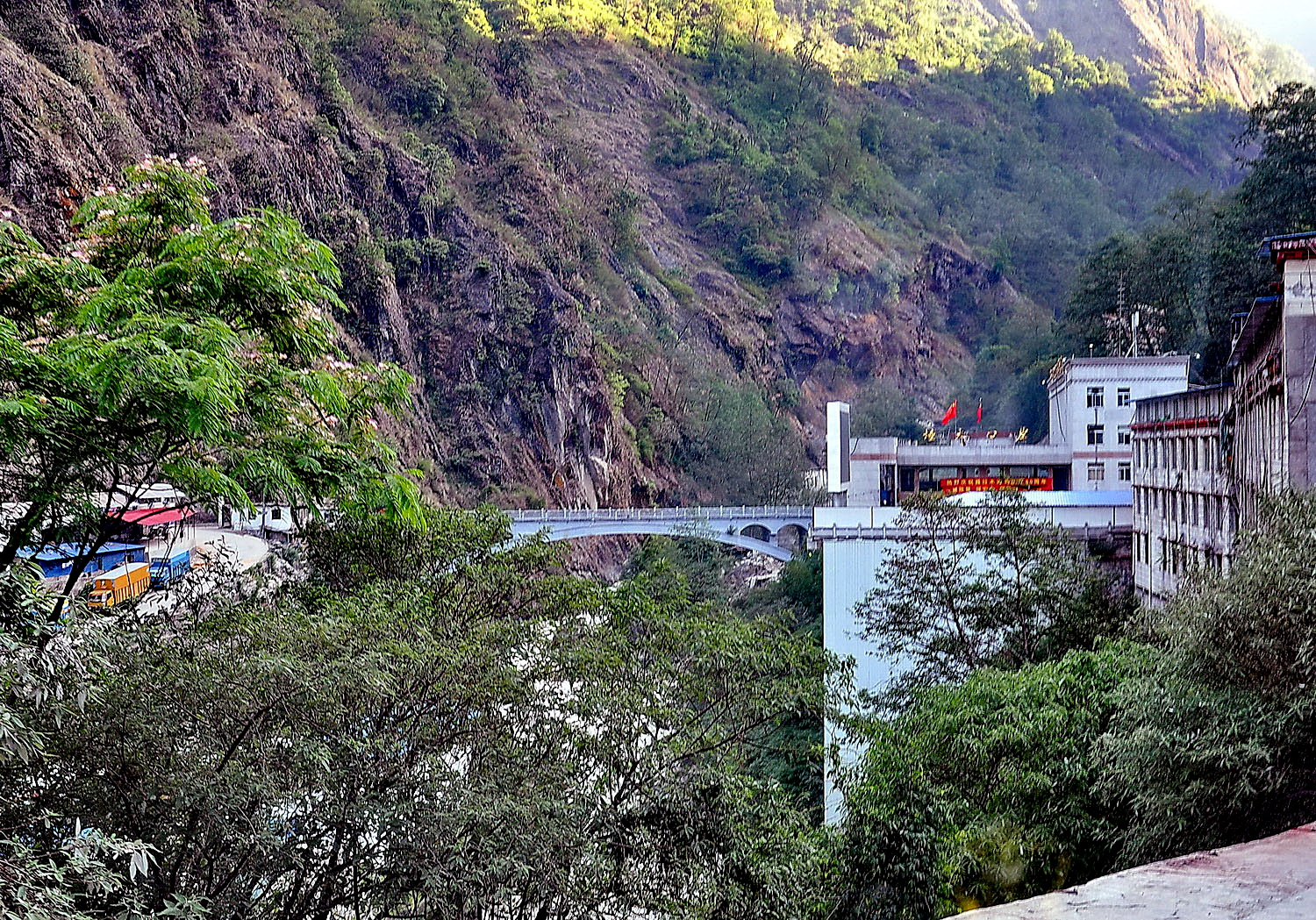
Ponte dell'Amicizia sino-nepalese a Zhangmu–Kodari
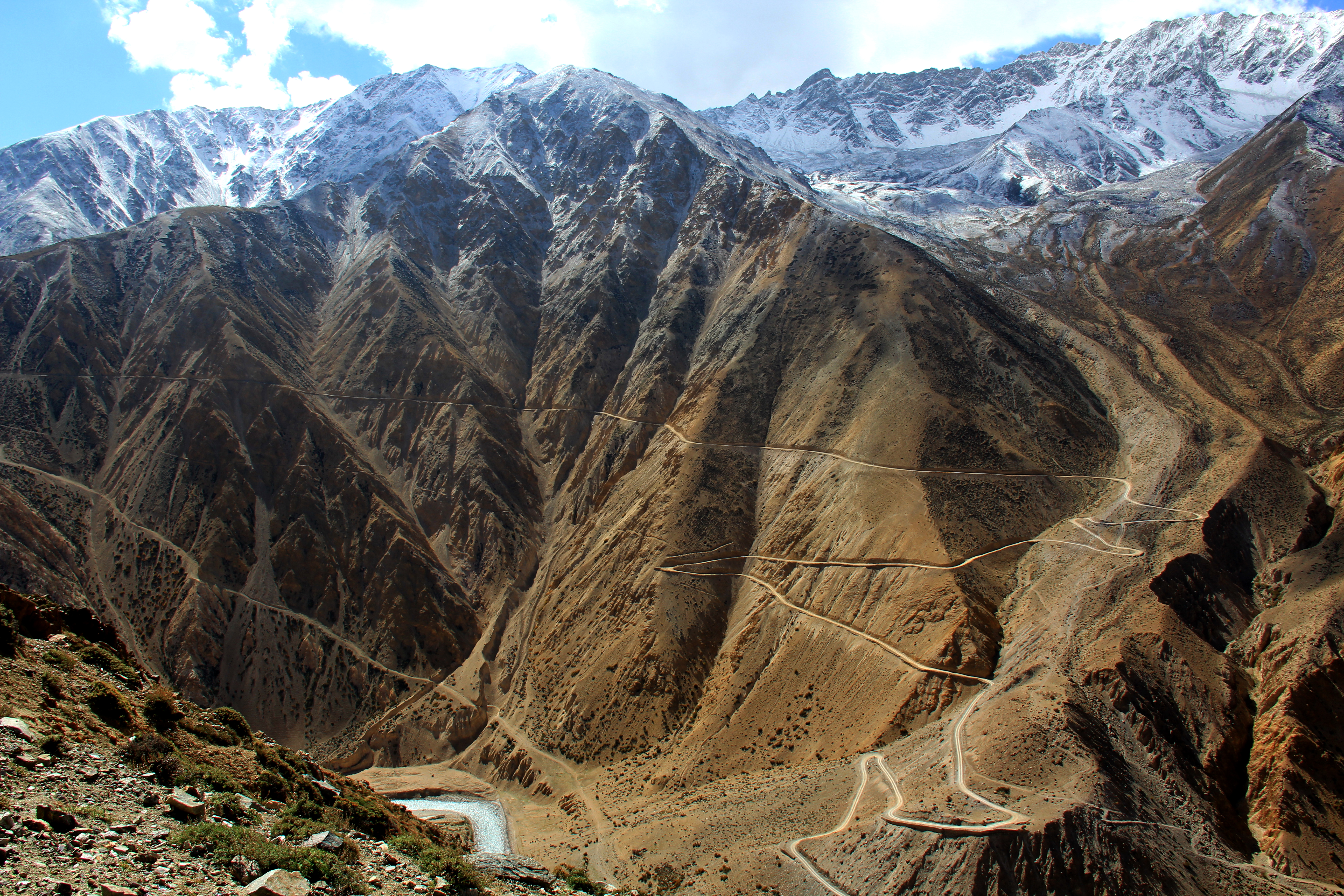
Nara La vicino Burang–Hilsa

 Mappe storiche del confine da ovest a est, metà / fine XX secolo: 

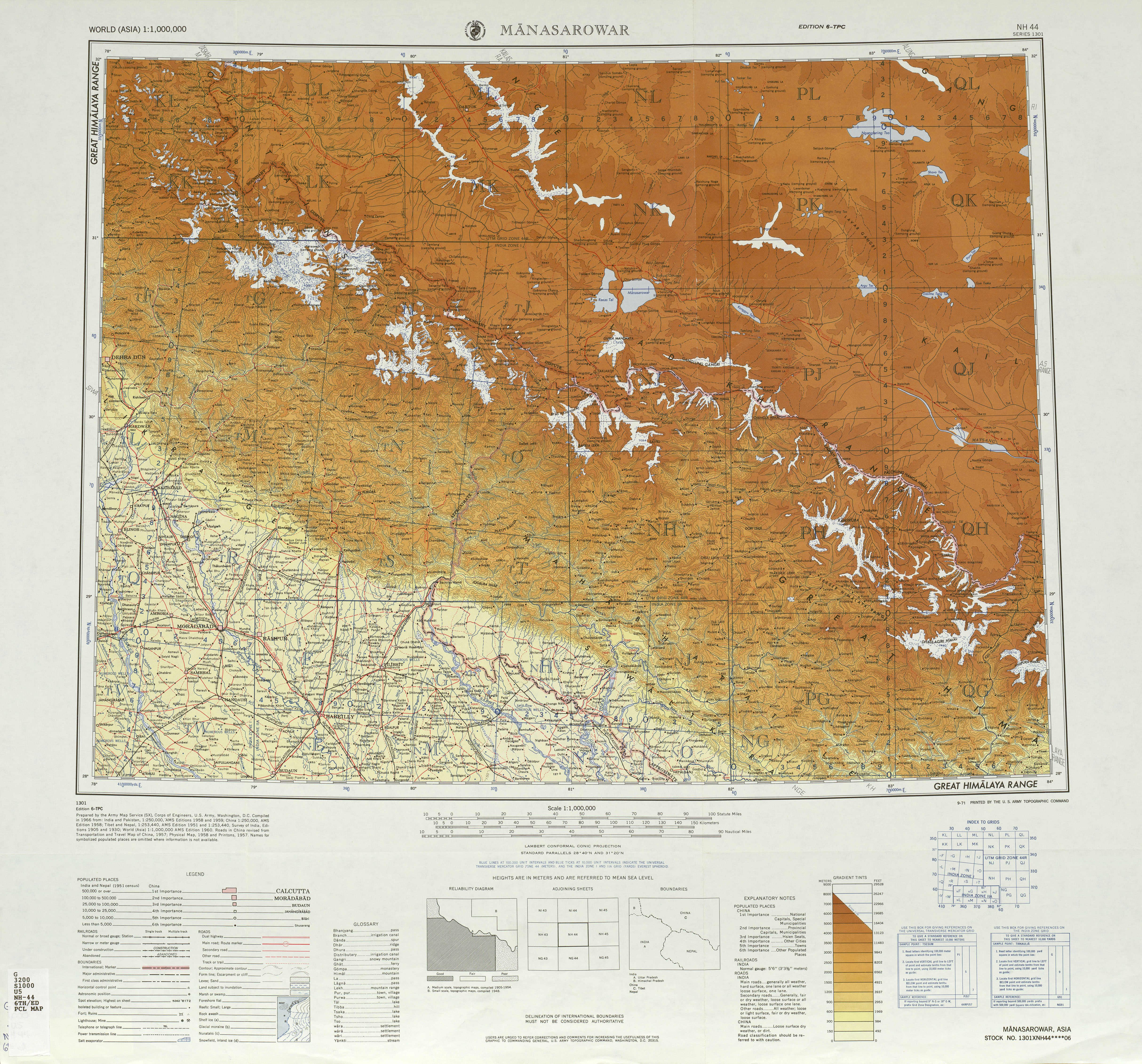
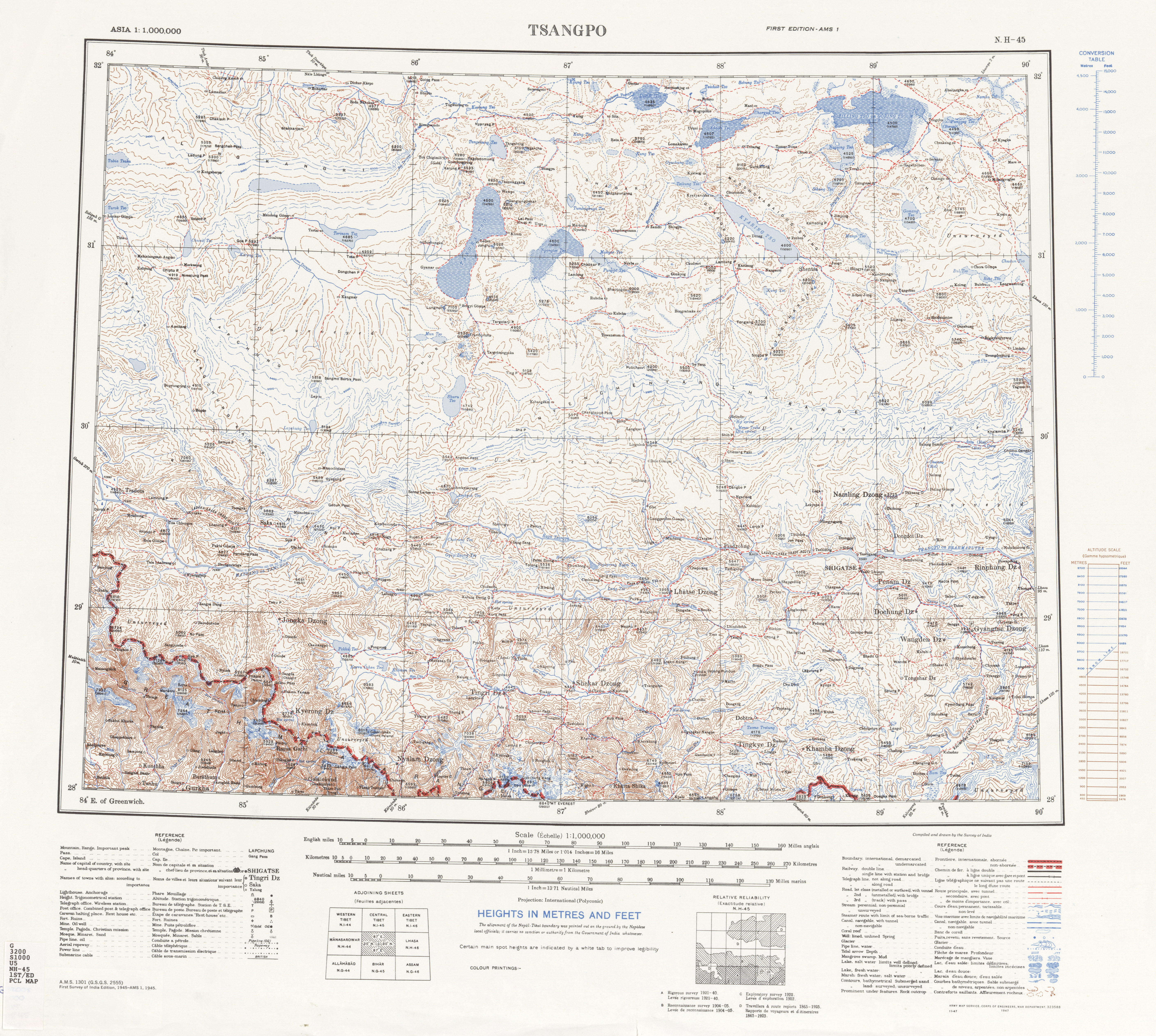
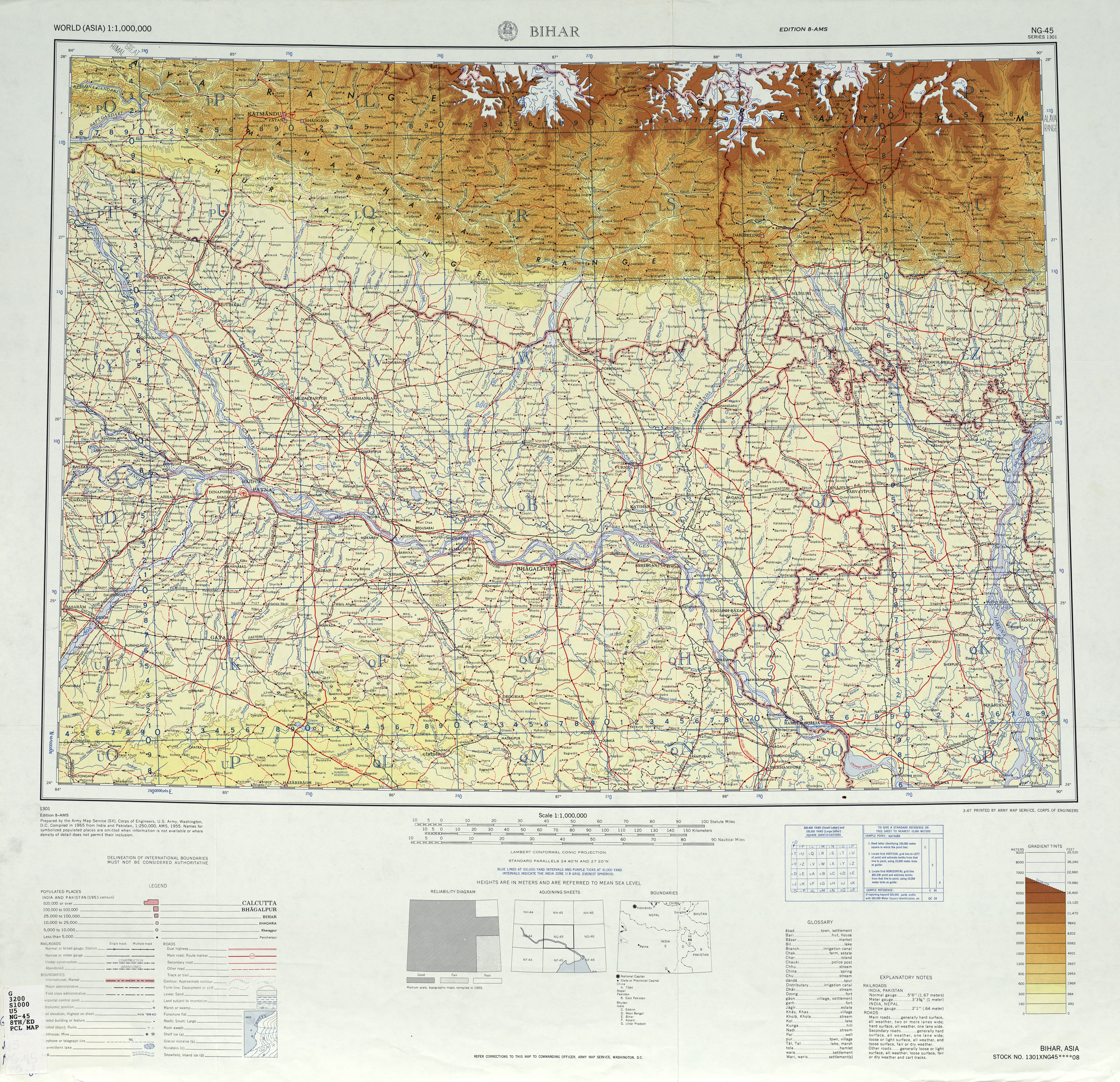
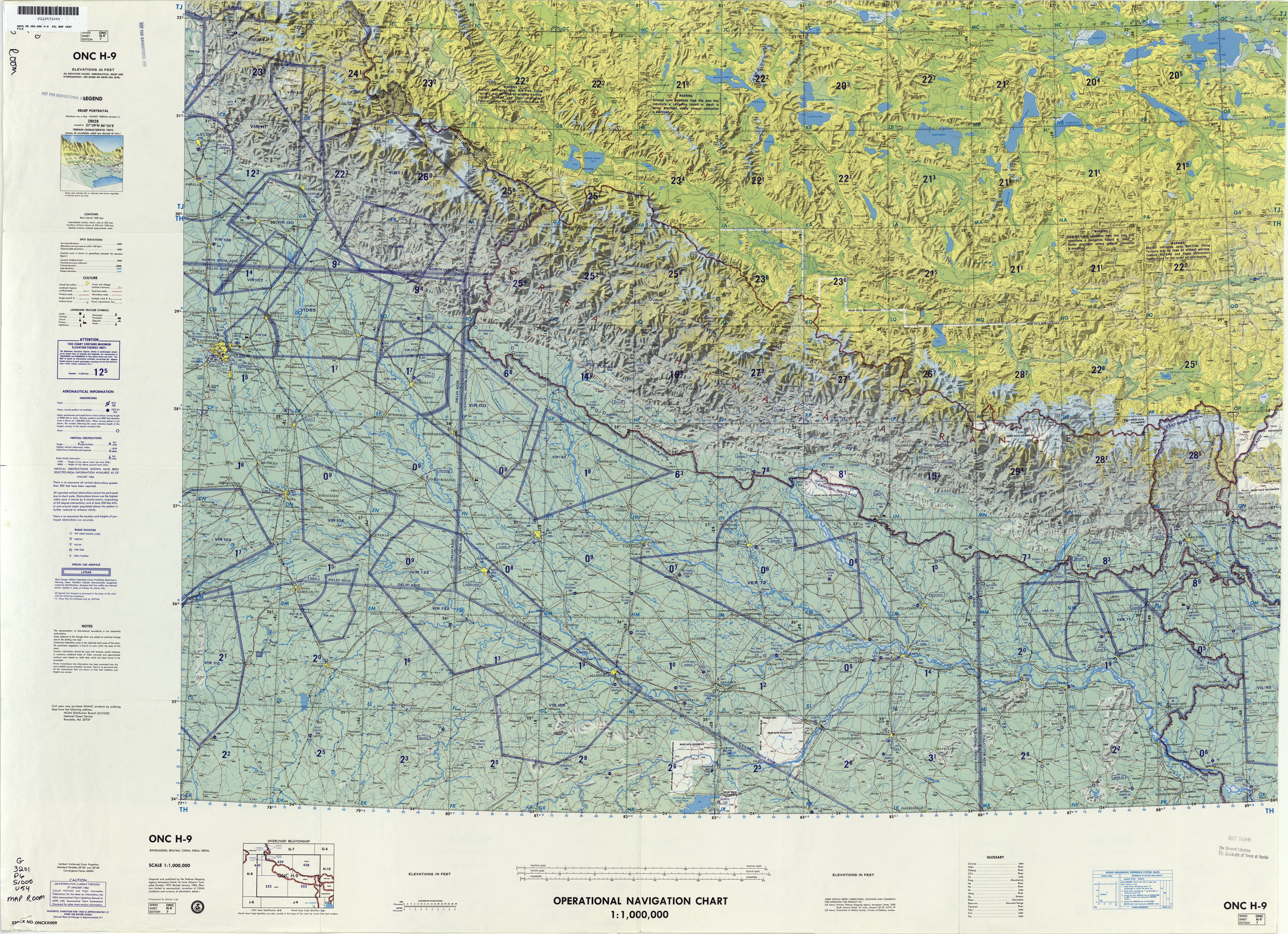